# Взятие Сьюдад-Хуареса (1913)
Второе взятие Сьюдад-Хуареса (исп. Ciudad Juárez), также известное как «Троянский поезд Вильи», — одна из побед Панчо Вильи над правительственными войсками президента Мексики Викториано Уэрты во время Мексиканской революции.
После успешного захвата города Торреон в конце сентября 1913 года Панчо Вилья, оставив там отряд прикрытия, быстро двинулся по железной дороге на север, чтобы захватить столицу штата Чиуауа город Чиуауа. 1 ноября он предложил коменданту гарнизона генералу Меркадо капитуляцию и, получив отказ, начал штурм города. Его попытка взять Чиуауа была прекращена после того, как три дня лобовых атак не смогли сломить федеральные силы, состоявшие в основном из закаленных в боях ороскистов. Перешедшие в контрнаступление федералы отбросили вильистов от города.

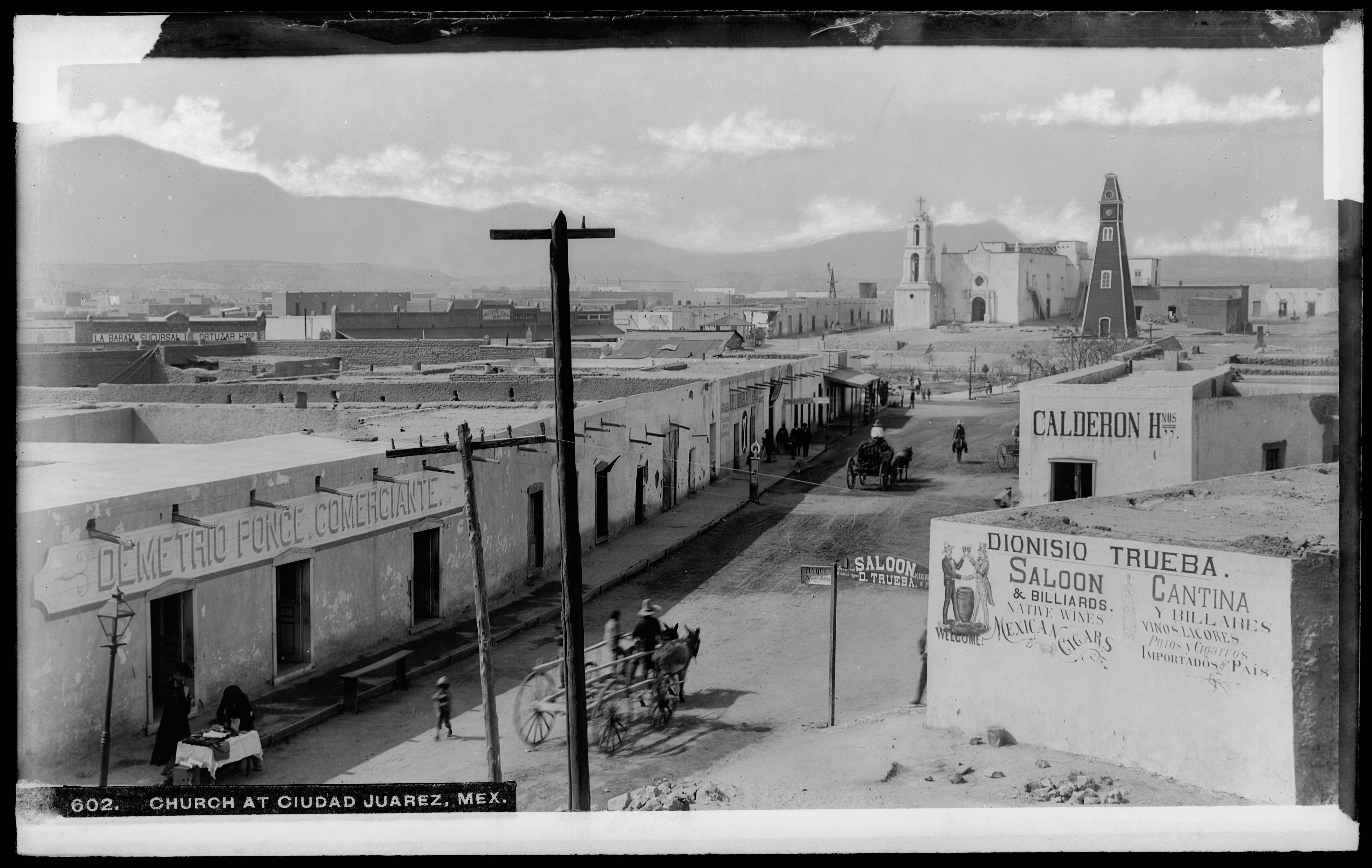
Сьюдад-Хуарес в начале 20 века

При отходе от города войска Вильи на станции Эль-Сауз захватили эшелон с углем, который следовал в Чиуауа. Выгрузив груз, люди Вильи от имени начальника поезда телеграфировали в контору железной дороги в Сьюдад-Хуаресе о том, что пути взорваны, и запросили дальнейших распоряжений. Как только им ответили, что поезд должен вернуться в Сьюдад-Хуарес, 2000 человек во главе с Вильей спрятались в уже пустых грузовых вагонах и направились обратно на север. Около 2 часов ночи 15 ноября поезд прибыл на вокзал Сьюдад-Хуареса, и бойцы Вильи приступили к захвату города. Бои продолжались с двух ночи до пяти утра. В результате захваченный врасплох и деморализованный гарнизон капитулировал.
Помимо укрепления боевого духа, контроль над городом на американской границе и налог на многочисленные казино обеспечили Вилье стабильный источник дохода, что в конечном итоге позволило покупать оружие у американцев после снятия в начале 1914 года эмбарго на поставки оружия в Мексику.